# Donja Mahala
Donja Mahala är en ort i Bosnien och Hercegovina.   Den ligger i entiteten Federationen Bosnien och Hercegovina, i den nordöstra delen av landet, 130 km norr om huvudstaden Sarajevo. Donja Mahala ligger 84 meter över havet och antalet invånare är 5 565.
Terrängen runt Donja Mahala är mycket platt. Donja Mahala är det största samhället i trakten.
Trakten runt Donja Mahala består till största delen av jordbruksmark. Runt Donja Mahala är det ganska tätbefolkat, med 75 invånare per kvadratkilometer.